# Nimbus proximus
Nimbus proximus é uma espécie de insetos coleópteros polífagos pertencente à família Aphodiidae.
A autoridade científica da espécie é Adam, tendo sido descrita no ano de 1994.
Trata-se de uma espécie presente no território português.